# 卡巴拉

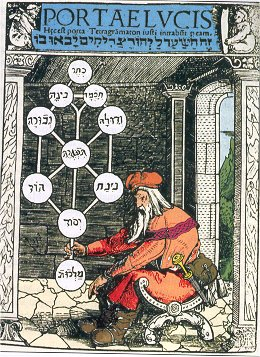

神聖的生命樹

卡巴拉（Kabbalah，字面意思是“接受/傳承” ）是與猶太哲學觀點有關的思想，用來解釋永恆的造物主與有限的宇宙之間的關係。雖然它被許多教派所引用，但它本身並未形成宗派，而僅僅是傳統猶太教典之内的类别的經典。猶太教中稱傳統的卡巴拉主義者為“Mekubal”（希伯來語：מְקוּבָל）。與猶太教哲學形成猶太教神學的兩大面向。
卡巴拉旨在界定宇宙和人類的本質、存在目的的本質，以及其他各種本體論問題。它也提供方法來幫助理解這些概念和精神，從而達到精神上的實現。
卡巴拉剛發展時，完全屬於猶太人的思想領域，也經常以傳統猶太思想來解釋和說明其深奧的學說。這些學說因而被卡巴拉人士用來描述《塔納赫》（希伯來聖經正典）和傳統的拉比文獻，並解釋猶太教儀式的涵義。